# Bernardino Grimaldi
Bernardino Grimaldi (Catanzaro, 15 febbraio 1839 – Roma, 16 marzo 1897) è stato un politico italiano.
Fu Ministro dell'agricoltura, dell'industria e del commercio del Regno d'Italia nei Governi Depretis VI, Depretis VII e Depretis VIII, nonché Ministro delle finanze e del tesoro nel Governo Cairoli II nel 1879, Ministro delle finanze nel Governo Crispi I dal 1888 al 1889, Ministro del tesoro e delle finanze nel Governo Crispi II dal 1890 al 1891, Ministro del tesoro nel Governo Giolitti I dal 15 maggio 1892 al 15 dicembre 1893.

## Biografia
Nato da una famiglia di ceppo nobile e laureatosi in giurisprudenza. Si dedicò all'attività forense e all'insegnamento di diritto costituzionale nelle sedi universitarie annesse al convitto Galluppi di Catanzaro. Dopo i primi esordi in politica negli enti amministrativi locali calabresi, Grimaldi si candidò alle elezioni del novembre 1876, tra le file della Sinistra, venendo eletto grazie anche all'appoggio di Giovanni Nicotera, ministro dell'Interno, che durante le tornate elettorali spesso esercitava pressioni e si procurava clientele per appoggiare il proprio candidato favorito nei vari collegi. Grimaldi è il bisnonno del giornalista italiano Fulvio Grimaldi (12 maggio 1934). 
Grimaldi riuscì a vincere nel mandamento di Catanzaro, superando il rivale Larussa, anche lui di Sinistra ma restio ad accettare la protezione di Nicotera. Da allora, fino alla sua morte, l'avvocato calabrese vinse sempre le elezioni nel proprio collegio spesso senza oppositori o con votazioni quasi plebiscitarie. 
Il suo primo incarico fu al ministero dei Lavori Pubblici, dove divenne segretario generale del ministro Baccarini dal marzo all'aprile 1878, coadiuvando il ministro nel disegno di legge sulla rete ferroviaria nazionale. Rieletto dopo lo scioglimento della Camera dei deputati, Grimaldi occupò una serie di ruoli ministeriali di grande rilievo. 
Il primo fu quello di ministro delle finanze nel governo Cairoli II, nel luglio 1879: un incarico delicato, perché proprio in quel periodo si discuteva in Parlamento dell'abolizione della tassa sul macinato, imposta che colpiva i più poveri ma rappresentava una fonte di entrate fondamentale per lo Stato. 
Il Presidente del Consiglio avrebbe voluto abolirla, per rispettare gli impegni presi con gli elettori, ma Grimaldi gli si oppose sostenendo che l'imposta non poteva essere abolita senza l'aggiunta di nuove entrate fiscali. 
Dopo la caduta del ministero, Grimaldi ritornò semplice deputato, finché nel marzo 1884 fu chiamato da Agostino Depretis a dirigere il Ministero dell'Agricoltura, dell'Industria e del Commercio, incarico che mantenne anche nel successivo esecutivo, con a capo sempre Depretis, nel giugno 1885. 
In tale veste, il ministro si adoperò per risolvere le questioni sociali ed economiche che erano state uno dei cardini del programma politico della Sinistra, pur muovendosi con cautela. 
A lui si devono infatti le prime disposizioni sociali contro gli infortuni sul lavoro, il riconoscimento, nel 1886, della validità giuridica delle società di mutuo soccorso, e la legge contro lo sfruttamento del lavoro femminile e minorile. In campo agricolo, Grimaldi si adoperò per riformare le rappresentanze agrarie, appoggiò incondizionatamente l'inchiesta agraria condotta dal deputato Stefano Jacini e varò un disegno di legge per il credito fondiario e agrario. 
Nel 1887, dopo la morte di Depretis e l'ascesa al potere di Francesco Crispi, entrò a far parte del nuovo gabinetto, riassumendo il ministero delle finanze, sostituendo il liberista Agostino Magliani, sostenitore dell'aumento della spesa pubblica. Dopo pochi mesi, però, il ministro rassegnò le dimissioni, poiché non era riuscito a far passare la sua linea di economie alla spesa pubblica e di aggravi fiscali per colmare il deficit. 
Dopo la breve parentesi al ministero di Giovanni Giolitti, Grimaldi riottenne la carica, insieme a quella di ministro del tesoro, contribuendo alla caduta del governo Crispi, il 28 gennaio 1891, quando la Camera dei deputati non votò la fiducia su un provvedimento finanziario che ritoccava le entrate tributarie. A Crispi successe Giolitti, che, per rafforzare la sua base parlamentare, conferì nuovamente a Grimaldi il ministero delle finanze ad interim, il 7 luglio 1891, e pochi mesi dopo, anche quello del tesoro. Proprio allo scoppiò lo Scandalo della Banca Romana, durante il quale emerse la gestione irregolare della Banca Romana, il cui governatore, Bernardo Tanlongo, aveva coperto i paurosi vuoti nel bilancio dell'istituto di credito, con l'avallo di alte personalità politiche che avrebbero ricevuto in cambio favori finanziari, tra cui Giolitti e Crispi. Anche il ministro delle finanze non sfuggì alle voci di collusione, in particolare per la sua amicizia con Tanlongo, le somme a lui versate e i mutui concessi ad alcuni amici. La commissione parlamentare d'inchiesta istituita per l'occasione tuttavia lo scagionò da ogni accusa di corruzione elettorale e personale. La sua immagine ne uscì però fortemente compromessa, specie dopo la caduta del ministero Giolitti; rieletto comunque nel 1895, Grimaldi partecipò poco ai lavori della Camera, anche perché una grave malattia lo aveva reso afono. 
Morì infine a Roma il 16 marzo 1897 all'età di 58 anni per una grave malattia. Riposa nel cimitero del Verano.

## Profezia
Grimaldi nel 1887 alla camera dei deputati disse: “Onorevoli Deputati, in questa solenne assise, ove il destino del Regno d’Italia si disegna tra leggi e dibattiti, io Bernardino Grimaldi, per grazia di Sua Maestà Ministro del Regno  mi sento nell’obbligo morale, ancor prima che politico, di lasciare memoria d’un presagio.
Verranno tempi oscuri, tempi in cui le genti del nostro popolo verranno confinate nelle proprie dimore, non per guerra, né per rivoluzione, ma per timor d’un male che verrà detto nuovo, ma che avrà l’odore antico della peste narrata dal Manzoni nei promessi sposi. Sarà detto che una cura esiste, e che ognuno dovrà sottoporsi ad essa, ma quella cura ahimè non sarà medicina, bensì strumento d’assottigliamento delle masse, inganno che traveste la morte da salvezza.
E chi amministrerà tali rimedi non sarà il medico al capezzale, bensì l’ufficiale del sistema, servo cieco d’un disegno oscuro. Gli artefici di tal disegno saranno, in apparenza, processati e puniti, ma ben presto l’oblio politico calerà come cappa di nebbia sopra ogni responsabilità.
Io, che parlo a codesta Camera, sarò già in dipartita allorché questi fatti si compiranno. Non avrò occhi per vedere né labbra per ammonire. Ma confido che qualcuno, tra i posteri, ricorderà queste mie parole, non già per darvi credito immediato, ma perché ogni verità, per quanto celata, trova alfine il suo giorno”.